# VA-111 Shkval
Il VA-111 Shkval (in russo: шквал, "groppo") è un siluro russo.
Grazie all'utilizzo del fenomeno della supercavitazione può raggiungere delle velocità estremamente elevate (370 km/h). A causa di ciò, la velocità e il rumore generato impongono un funzionamento più simile alla palla di fucile che a quello di un siluro tradizionale e la portata è relativamente ridotta (tra i 7 e i 13 chilometri secondo le versioni).

## Storia

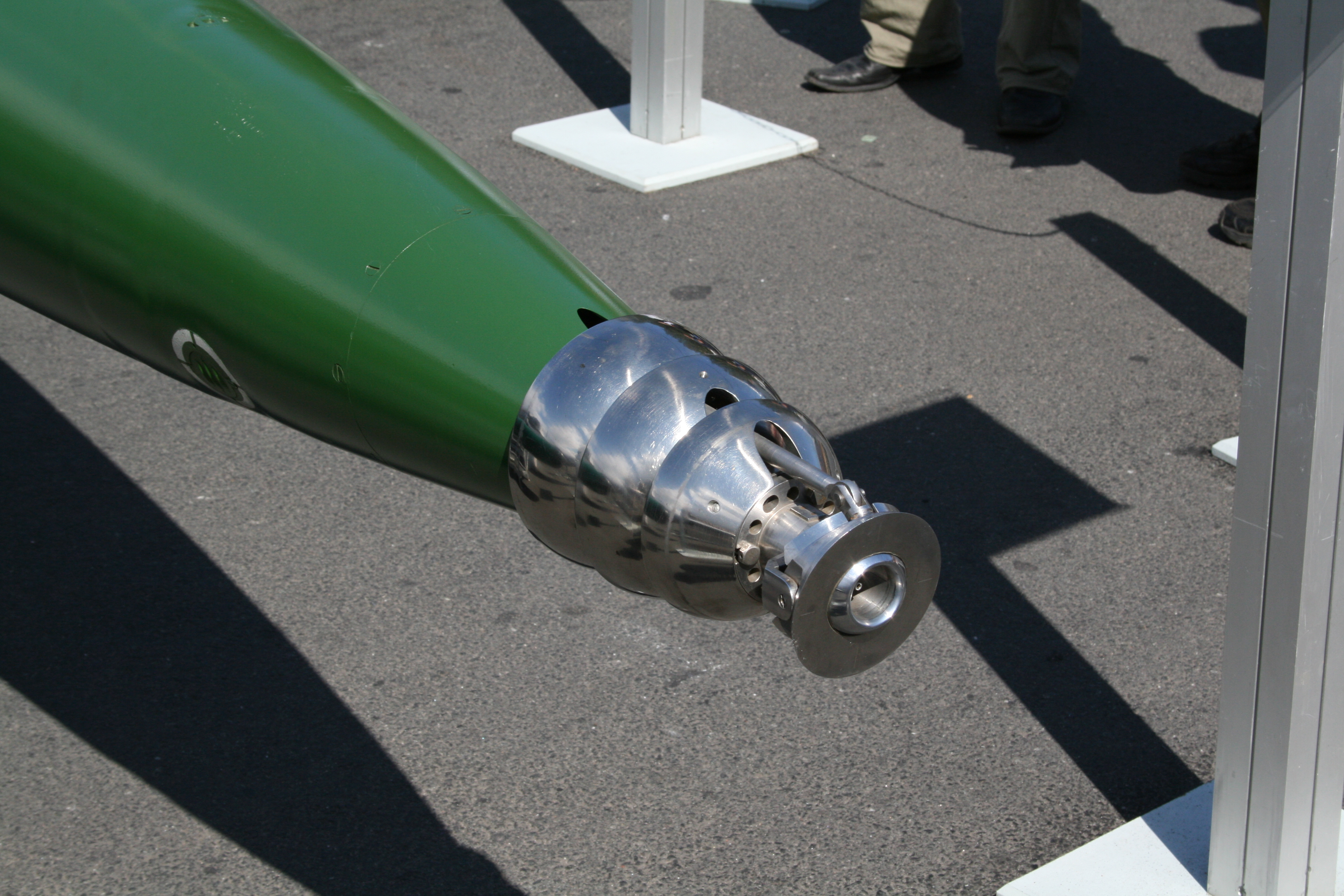
Dettaglio del muso

La modalità di costruzione di tali armi rimane uno dei segreti più gelosamente custoditi dell'industria bellica russa, ma nel caso dello Shkval è noto che il siluro invia una parte dei gas che fuoriescono dai suoi ugelli di scarico in direzione del suo muso, cosa che permette di mantenere il siluro in una bolla di gas stabile di forma adeguata che lo separa dall'acqua circostante (supercavitazione). Il naso del proiettile è relativamente piatto e il corpo dell'arma possiede numerose alette destinate a stabilizzarlo.

### Commercializzazione
La "Region Scientific Production Association" ha sviluppato una versione del siluro-razzo modificata per l'esportazione, denominata Shkval-E. Questa ditta russa ha commercializzato per la prima volta la versione dotata di testata esplosiva convenzionale nella fiera IDEX 99 che si tenne ad Abu Dhabi nel 1999.
Analisti stimano che nel 1998 la Russia abbia venduto alla Cina circa 40 siluri Shkval-E, dotati di testata convenzionale.
Nell'esibizione MAKS 2005, tenutasi a Žukovskij, nei pressi di Mosca, la ditta NPO Region iniziò la commercializzazione dello Shkval-E per il ruolo di difesa costiera. Il sistema abbina un radar per la sorveglianza di vaste aree assieme ad un sistema di individuazione e controllo terminale del tiro optoelettronico, basato su diversi sistemi di lanciatori (tubi lanciasiluri su piattaforme marine, barche, navi, sottomarini, contenitori interrati sul fondo). Lo Shkval può dunque essere lanciato da piattaforme sulla superficie o sott'acqua (profonde fino a 100 m).

### Versione iraniana
Nel 2004 e nell'aprile del 2006, l'Iran annunciava il buon esito di un test che esplorava il funzionamento di un siluro-razzo capace di raggiungere velocità fino a 360 km/h. L'arma è denominata Ḩut (in persiano: حوت, "balena") e si ritiene che si tratti dello sviluppo di un siluro Shkval russo.

## Voci correlate

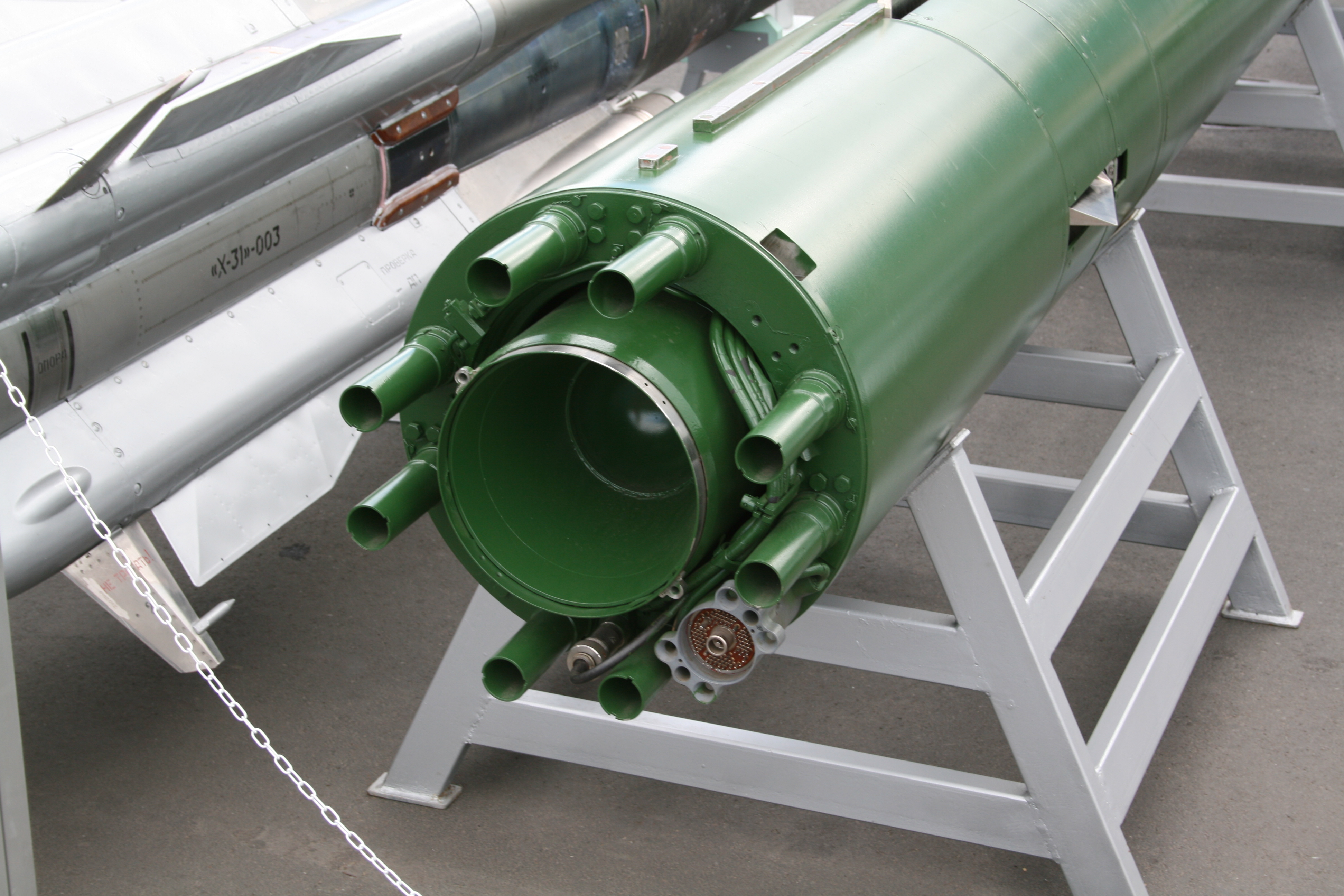
Parte posteriore del missile-siluro Shkval; da notare l'ugello principale, gli ugelli secondari di manovra, le alette di guida, e il connettore ai sistemi elettronici